# Förälskad i Rom
Förälskad i Rom (engelska: To Rome with Love) är en romantisk komedifilm från 2012 i regi av Woody Allen. I huvudrollerna ses, förutom Allen, Roberto Benigni, Penélope Cruz och Alec Baldwin. 

## Handling
Filmen handlar om olika personer som antingen bor i Rom eller är turister i staden.

## Om filmen
Förälskad i Rom regisserades av Woody Allen, som även skrivit filmens manus och spelar en av rollerna i filmen.

## Rollista
| Alison Pill            | – Hayley       |
| Flavio Parenti         | – Michelangelo |
| Woody Allen            | – Jerry        |
| Judy Davis             | – Phyllis      |
| Fabio Armiliato        | – Giancarlo    |
| Alec Baldwin           | – John         |
| Jesse Eisenberg        | – Jack         |
| Greta Gerwig           | – Sally        |
| Elliot Page            | – Monica       |
| Lino Guanciale         | – Leonardo     |
| Alessandra Mastronardi | – Milly        |
| Penélope Cruz          | – Anna         |
| Simona Caparrini       | – Joan         |
| Ornella Muti           | – Pia Fusari   |
| Antonio Albanese       | – Luca         |
| Riccardo Scamarcio     | – Tjuv         |
| Roberto Benigni        | – Leopoldo     |